# Charles-Antoine Ravel
Pour les articles homonymes, voir Ravel.
Charles-Antoine Ravel (13 décembre 1798 ou 23 frimaire an 7 à Clermont-Ferrand - 5 août 1860 dans la même ville) est un écrivain français de langue auvergnate.
Il est aussi une des figures du militantisme républicain en Auvergne au XIXe siècle. 
Son engagement politique va de pair avec la revendication de la langue d'oc en Auvergne et apparaît en écho au Printemps des peuples et des mouvements révolutionnaires de 1848.
D'un point de vue littéraire, il est à la fois satiriste et poète. Il échange de cette manière avec d'autres auteurs de langue occitane de son époque comme Jasmin. Il met aussi en place une des premières tentatives de codification et standardisation de l'écrit en auvergnat en élaborant l'Avernat.

## Biographie
Né dans une famille de vignerons de Clermont-Ferrand Charles-Antoine Ravel débute rapidement la réalisation de textes en occitan,, et plus particulièrement en nord-occitan. Le premier connu La Poaisada écrit en 1818 est une satire et critique du mouvement royaliste qui s'effectue dans le quartier de Montferrand au moment de la Restauration et notamment lors de la visite de la duchesse Marie-Thérèse de France.
Dans Le Combat daus ràts e de las beletas il s'en prend cette fois-ci aux bonapartistes et à la mise en place du roman national qui récrit l'Histoire. La bourgeoisie sera aussi rapidement critiquée dans Dins Clarmont, superba vila tout comme le sera le libéralisme économique qui apparaît de plus en plus dans la société auvergnate du XIXe siècle. Il compose également des textes de commémorations de figures révolutionnaires comme celle du général Desaix de 1830 cette fois-ci écrite en français. Également en français il rédige en 1831 une diatribe contre le banquier et homme d'État Casimir Perier : Tisiphone au ministère Casimir Perrier et a tous les doctrinaires des deux chambres.

Dans l'Espitre a Babet Ravel revient de nouveau en occitan sur la tranquillité des campagnes environnantes de Clermont dont le village d'Herbet, actuel quartier clermontois.

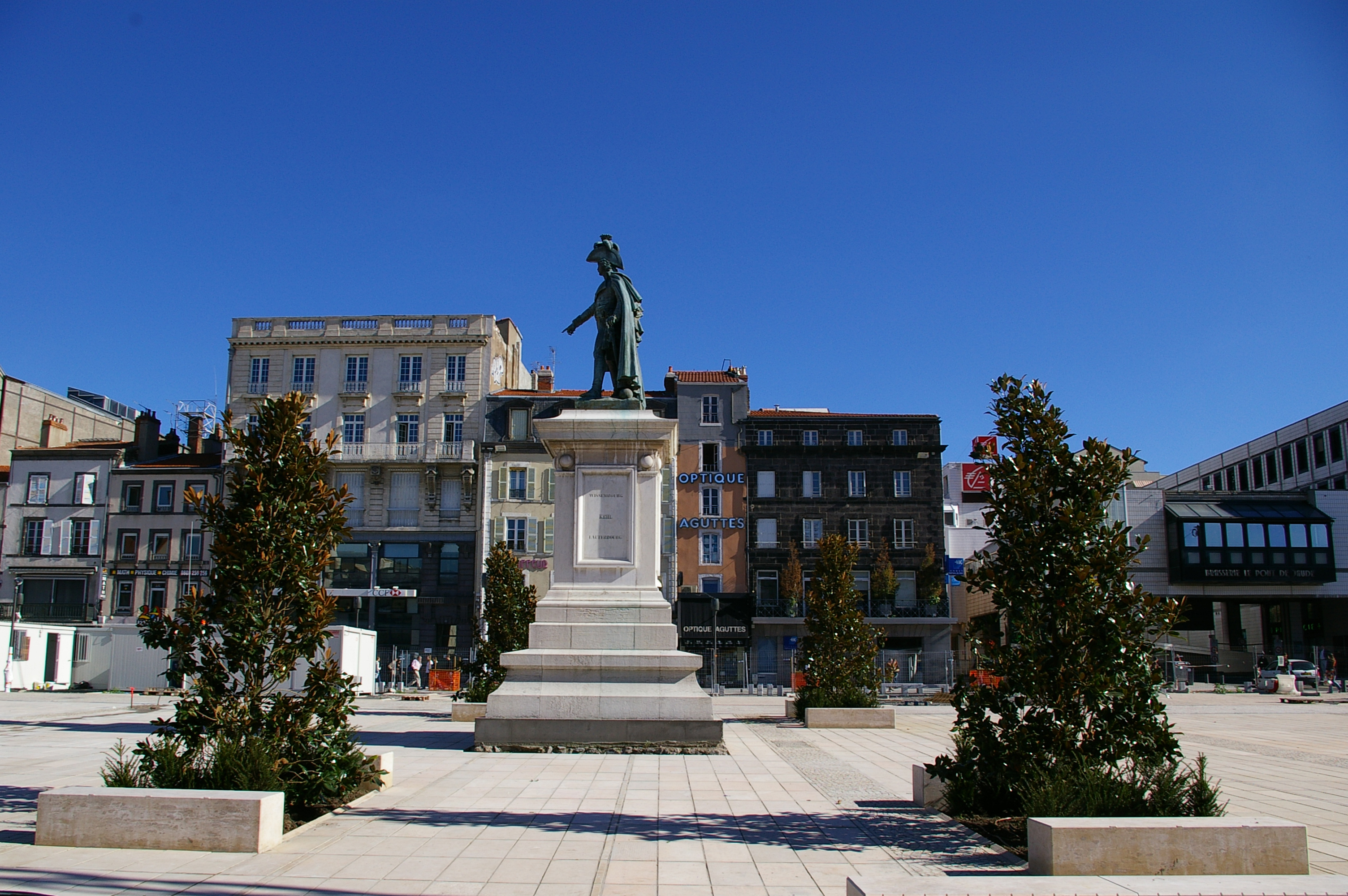
Statue du général Desaix de la place de Jaude, à Clermont-Ferrand.
Ravel compose ses poèmes sur Desaix pour l'inauguration du monument.

Parallèlement à ses écrits et activités politiques, il élabore l'Avernat qui n'est autre que la première tentative de standardisation du dialecte auvergnat à partir des parlers de Limagne et est de fait un des premiers auteurs à envisager l'uniformisation de parlers occitans. Il est d'un premiers auteurs auvergnats à envisager l'Occitanie dans sa totalité, et selon Jean Roux, « le premier à probablement prendre conscience [en Auvergne] de la dimension de l'aire culturelle occitane et de sa pérennité séculaire. ».
Ravel correspond également avec d'autres auteurs et militants de langue occitane de son époque et notamment Jasmin, poète gascon originaire d'Agen. Il publie certaines de ces correspondances dans l'ouvrage Letra d'un poeta d'Auvèrnha au poeta de la Gasconha. L'écrivain provençal Frédéric Mistral s'est en partie appuyé sur les écrits de Ravel pour recueillir les termes occitans utilisés en Auvergne et réaliser son dictionnaire occitan Lo Tresaur dau Felibritge.

## Publications
- Desaix, poème lyrique suivi de l'Anniversaire des Trois Journées, Clermont-Ferrand, 1831.
- Tisiphone au ministère Casimir Perrier et a tous les doctrinaires des deux chambres au profit des braves polonais : poème, A Clermont-Ferrand, chez les libraires de la ville, 1831, 15 p.
- La Paysade, ou les mulets blancs en vers auvergnats, épopée tirée d'une histoire auvergnate, suivie d'une Épître à Babet et du Combat des rats et des belettes, et autres fables de La Fontaine, Clermont-Ferrand, chez l'auteur, 1838, 2e éd. (lire en ligne)
- Lettre d'un poète d'Auvergne au poète de la Gascogne, Clermont-Ferrand, Duchier, 1853.
- Lettre d'un poète d'Auvergne au poète de la Gascogne, Paris, Blondeau, 1853, 13 p. (lire en ligne)

## Pour approfondir